# Antarcturus oryx
Antarcturus oryx är en kräftdjursart som beskrevs av zur Strassen 1902. Antarcturus oryx ingår i släktet Antarcturus och familjen Antarcturidae. Inga underarter finns listade i Catalogue of Life.